# Harmonická funkce
Harmonická funkce je pojem matematiky, matematické fyziky a teorie náhodných procesů (také stochastických procesů) označující matematickou funkci, která je dvakrát spojitě diferencovatelná – má spojité všechny parciální derivace až do druhého řádu. Splňuje Laplaceovu rovnici:
{\displaystyle {\frac {\partial ^{2}f}{\partial x_{1}^{2}}}+{\frac {\partial ^{2}f}{\partial x_{2}^{2}}}+\cdots +{\frac {\partial ^{2}f}{\partial x_{n}^{2}}}=0}.
obvykle zapisovanou pomocí Hamiltonova operátoru:
{\displaystyle \nabla ^{2}f=0}
nebo pomocí Laplaceova operátoru:
{\displaystyle \Delta f=0}.
Dvě harmonické funkce {\displaystyle u} a {\displaystyle v} jsou sdružené harmonické funkce (také harmonicky sdružené funkce), splňují-li Cauchy-Riemannovy podmínky.